# NGC 4260
NGC 4260 is een balkspiraalstelsel in het sterrenbeeld Maagd. Het hemelobject werd op 13 april 1784 ontdekt door de Duits-Britse astronoom William Herschel.

## Synoniemen
- UGC 7361
- MCG 1-31-54
- ZWG 42.15
- VCC 341
- PGC 39656